# Лозенградци
Лозенградци (болг. Лозенградци) — село в Болгарии. Находится в Кырджалийской области, входит в общину Кирково. Население составляет 248 человек.

## Политическая ситуация
В местном кметстве Лозенградци, в состав которого входит Лозенградци, должность кмета (старосты) исполняет Янко Митков Суров (Движение за права и свободы (ДПС)) по результатам выборов правления кметства.
Кмет (мэр) общины Кирково — Шукран Кязим Идриз (Движение за права и свободы (ДПС)) по результатам выборов в правление общины.